# Station Cornjum
Cornjum (Cj) was een stopplaats aan de voormalige spoorlijn Leeuwarden - Anjum. Het station van Cornjum was geopend van 22 oktober 1901 tot 5 oktober 1930.